# 瑪西亞·蓋·哈登
瑪西亞·蓋·哈登（英語：Marcia Gay Harden，1959年8月14日—），美國女演員。
2000年，瑪西亞·蓋·哈登以《波拉克與他的情人》（Pollock）獲得奧斯卡最佳女配角獎。2009年，瑪西亞·蓋·哈登獲得東尼獎，並曾兩度入圍艾美獎，也曾參演《黑色警報》。她自2019年起參演《晨間直播秀》。

## 外部連結
- 瑪西亞·蓋·哈登在互联网电影资料库（IMDb）上的資料（英文）
- 互聯網百老匯資料庫（IBDB）上瑪西亞·蓋·哈登的資料（英文）
- 瑪西亞·蓋·哈登的Instagram帳戶
- 瑪西亞·蓋·哈登的X（前Twitter）
- 瑪西亞·蓋·哈登的Facebook專頁
- Marcia Gay Harden （页面存档备份，存于） at Internet Off-Broadway Database
- Marcia Gay Harden 2006 Interview on Sidewalks Entertainment